# Certyfikat atrybutu
Certyfikat atrybutu (ang. attribute certificate) - struktura X.509 wiążąca tożsamość danego podmiotu z określonymi  atrybutami (zwykle opisującymi uprawnienia) zdefiniowana w standardzie RFC 3281 .
Certyfikaty atrybutów służą rozdzieleniu funkcji autoryzacji od funkcji uwierzytelniania, zapewnianej przez certyfikat klucza publicznego.
Certyfikat X.509 technicznie może zawierać informacje o roli (organizacji, stanowisku itd.) osoby, której klucz publiczny poświadcza. Jest to rozwiązanie wygodne w przypadku, gdy certyfikat jest wykorzystywany przez podmiot wyłącznie w tej roli (np. certyfikat serwera SSL). W przypadku certyfikatów powszechnych wystawianych osobom fizycznym, które mogą równocześnie pełnić różne funkcje w różnych organizacjach, celowe jest oddzielenie poświadczenia tożsamości, jakim jest certyfikat klucza publicznego od poświadczenia uprawnień lub funkcji pełnionych przez tę osobę.
Certyfikat atrybutu może być wystawiany przez organ inny niż organ certyfikujący, który wystawił certyfikat klucza publicznego. W związku z tym dana osoba może posiadać dowolną liczbę certyfikatów atrybutów, wystawianych w zależności od potrzeb przez różne instytucje, z którymi współpracuje.